# Muurboor

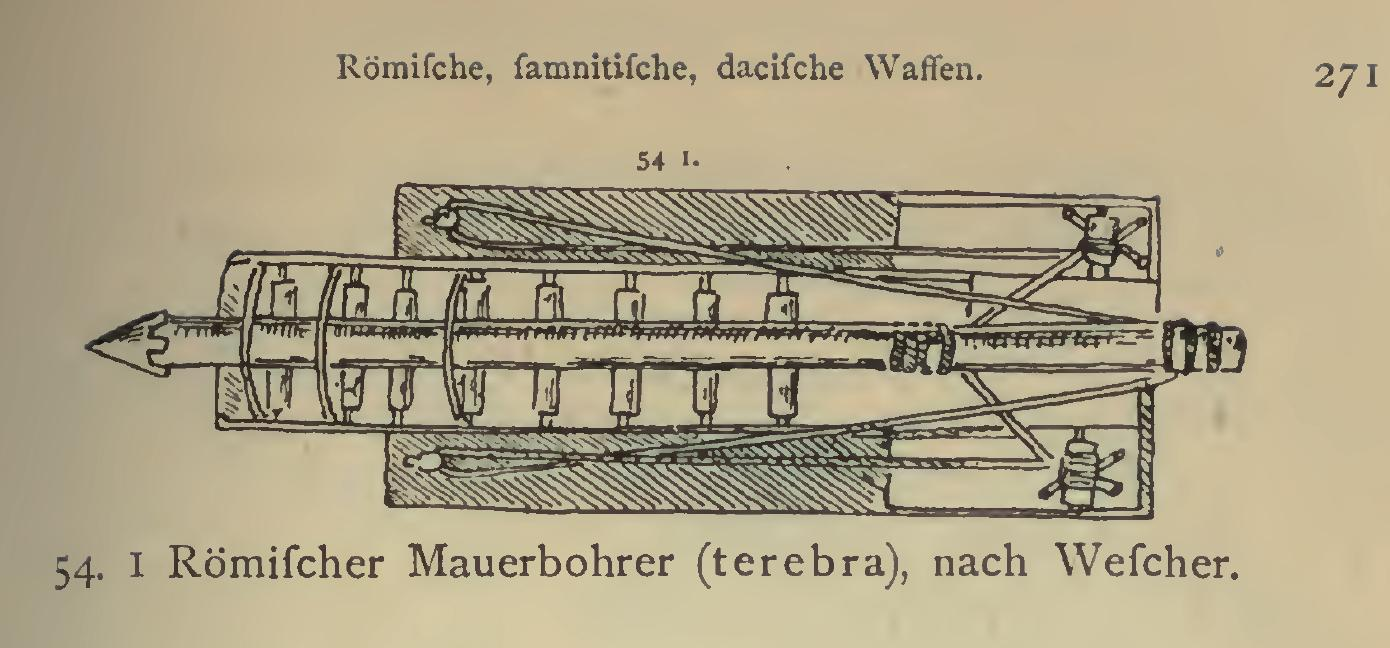
Romeinse terebra

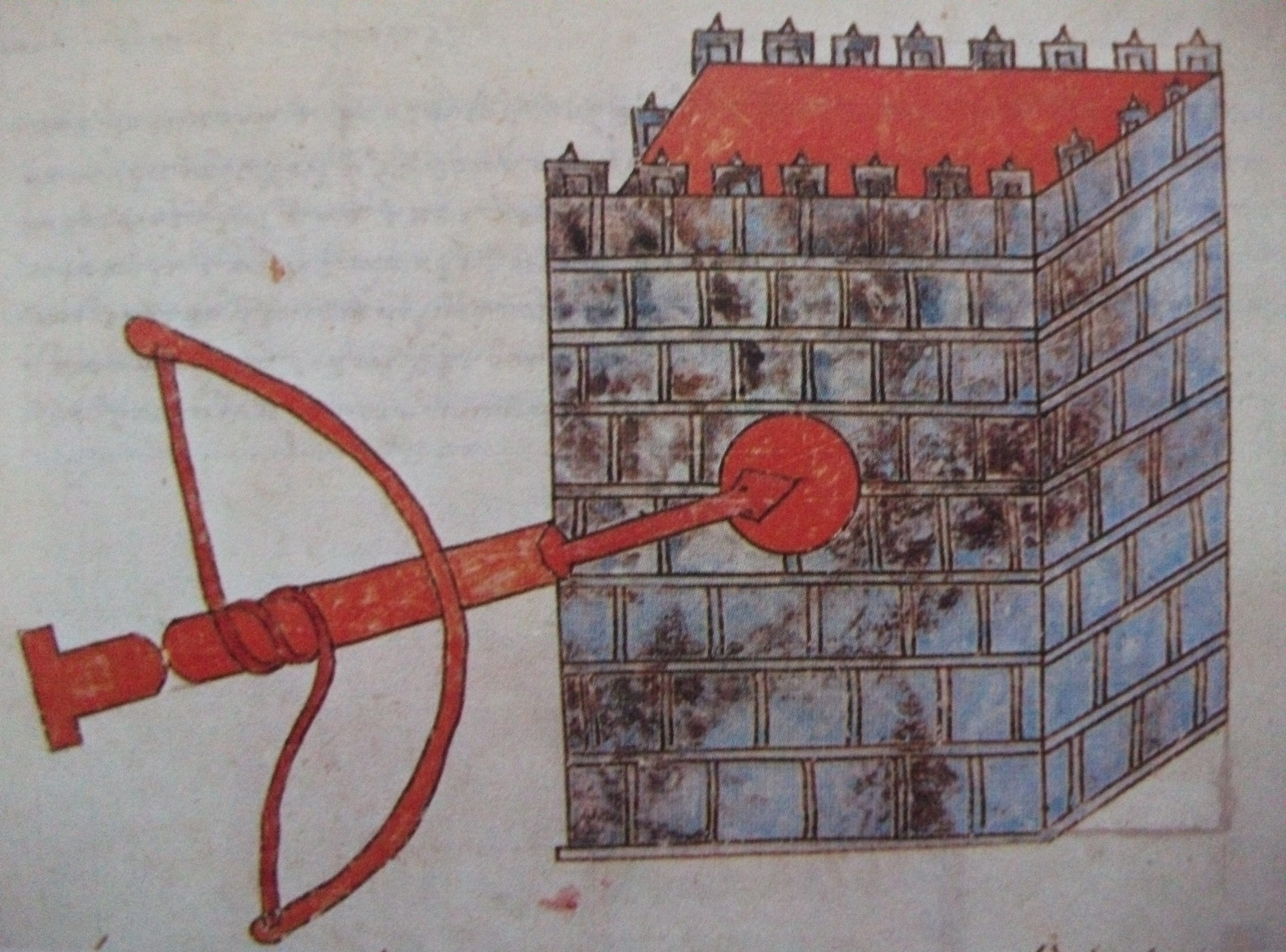
Middeleeuwse muis

Een muurboor was een belegeringswapen uit de oudheid en middeleeuwen. De Romeinen noemden de boor terebra en in de middeleeuwen werd deze muis genoemd.

## Beschrijving
De muurboor bestond uit een lange zware boomstam met aan de voorkant een spitse boorpunt. In de stam was een spiraalvormige sleuf uitgesneden waarin een touw liep. Door het touw naar links en rechts te trekken draaide de boor en bewoog deze naar voren en achteren, vergelijkbaar met een moderne klopboormachine. Op deze wijze konden gaten in de voegen van verdedigingsmuren worden geboord, waardoor de stenen werden losgewrikt totdat er een bres ontstond.
De muurboor werd meestal onder dekking van een versterkte pantserconstructie gebruikt. De muurboor hing dan gelijk een stormram aan touwen in deze pantserconstructie of lag op rollers.
De Romeinen gebruikten hun terebra meestal onder een musculus. Deze gecombineerde constructies werden musculi terebus genoemd. Terebra is een afleiding van het Latijnse woord terō "schuren", van Proto-Indo-Europees terh "wrijven", "draaien" en het achtervoegsel bra "instrument". In de middeleeuwen werd de muis beschermd door een kat.